# Marilia aenigmata
Marilia aenigmata là một loài Trichoptera trong họ Odontoceridae. Chúng phân bố ở miền Australasia.